# Susan Wolf

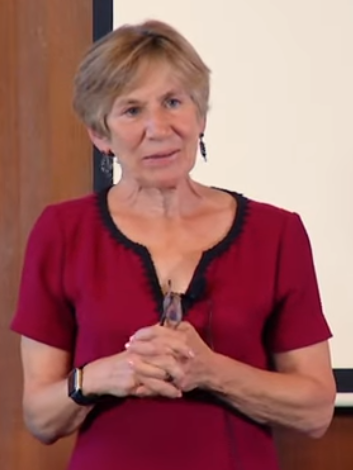
Susan Wolf

Susan R. Wolf (* 1952) ist eine US-amerikanische Philosophin der Handlungstheorie und Moralphilosophie. Sie hält seit 2002 die besondere Edna J. Koury -Professur für Philosophie an der University of North Carolina (UNC) at Chapel Hill inne.

## Laufbahn
Wolf schloss an der Yale University ihren Bachelor in Philosophie und Mathematik ab und machte den PhD in Philosophie an der Princeton University. Thomas Nagel war Mentor ihrer Dissertation.
Bevor sie in Kalifornien anfing, lehrte sie an der Harvard University, der University of Maryland und der Johns Hopkins University.
Ihr Mann Douglas MacLean lehrt ebenso Philosophie an der UNC.
Sie wurde 1999 zum Fellow (Mitglied) der American Academy of Arts and Sciences, 2006 der American Philosophical Society und 2025 der British Academy gewählt. Sie gewann den Preis für hervorragende Leistung in den Humanities (Geistes-, Human- und Sprachwissenschaften) der Mellon Foundation 2002.

## Philosophisches Werk
In ihrem Buch Freedom Within Reason argumentiert sie für eine Sicht auf den freien Willen als ein Vermögen, zu tun, was einem begründbar als das vernünftig Richtige erscheint. Dadurch ergeben sich für uns in einem determinierten Universum dennoch Verantwortlichkeit und das Gefühl der Autonomie.
Wolf schrieb ebenso über moralisches Schicksal („moral luck“), womit sie eine Verbindung von rationalistischen und irrationalistischen Positionen vorschlug.
Sie veröffentlichte auch einflussreiche Werke über moralische Forderungen. In diesem Feld erlangte die Schrift Moral Saints partielle Bedeutung, in welcher sie die Idee des moralisch perfekten Menschen als ethisches Ideal angreift. Mit Philippa Foot und Bernard Williams argumentiert sie gegen die Übergewichtung von Moral in der praktischen Philosophie.

## Werke (Auswahl, alle Englisch)
- The Variety of Values. Essays On Morality, Meaning, And Love. Oxford University Press 2014, ISBN 0-19-533281-4.
- Understanding Love: Philosophy, Film, And Fiction. (Herausgeberschaft, mit Christopher Grau) Oxford University Press, 2013, ISBN 0-19-538450-4.
- Meaning in Life and Why It Matters. 2012, Princeton University Press, ISBN 978-0-691-15450-3.
- Wolf and Stanley on Environmental Law. mit Neil Stanley, Cavendish Publishing 2010, ISBN 0-415-41846-1.
- Freedom Within Reason. Oxford University Press 1994, ISBN 0-19-508565-5.